# Шишкина (Вагайский район)
Шишкина — село в Вагайском районе Тюменской области, административный центр сельского поселения Шишкинское.

## География
Село находится на берегу реки Ашлык. Автобусное сообщение.

## История
В 2004 году в состав села включены деревни Большая Бакланова и Желнина.

## Инфраструктура
- Дом культуры
- Школа

## Население
| 1989 | 2002 | 2010 |
| ---- | ---- | ---- |
| 237  | ↗263 | ↗472 |